# 1610 год в науке
В 1610 году произошли различные научные и технологические события, некоторые из которых представлены ниже.

## Открытия

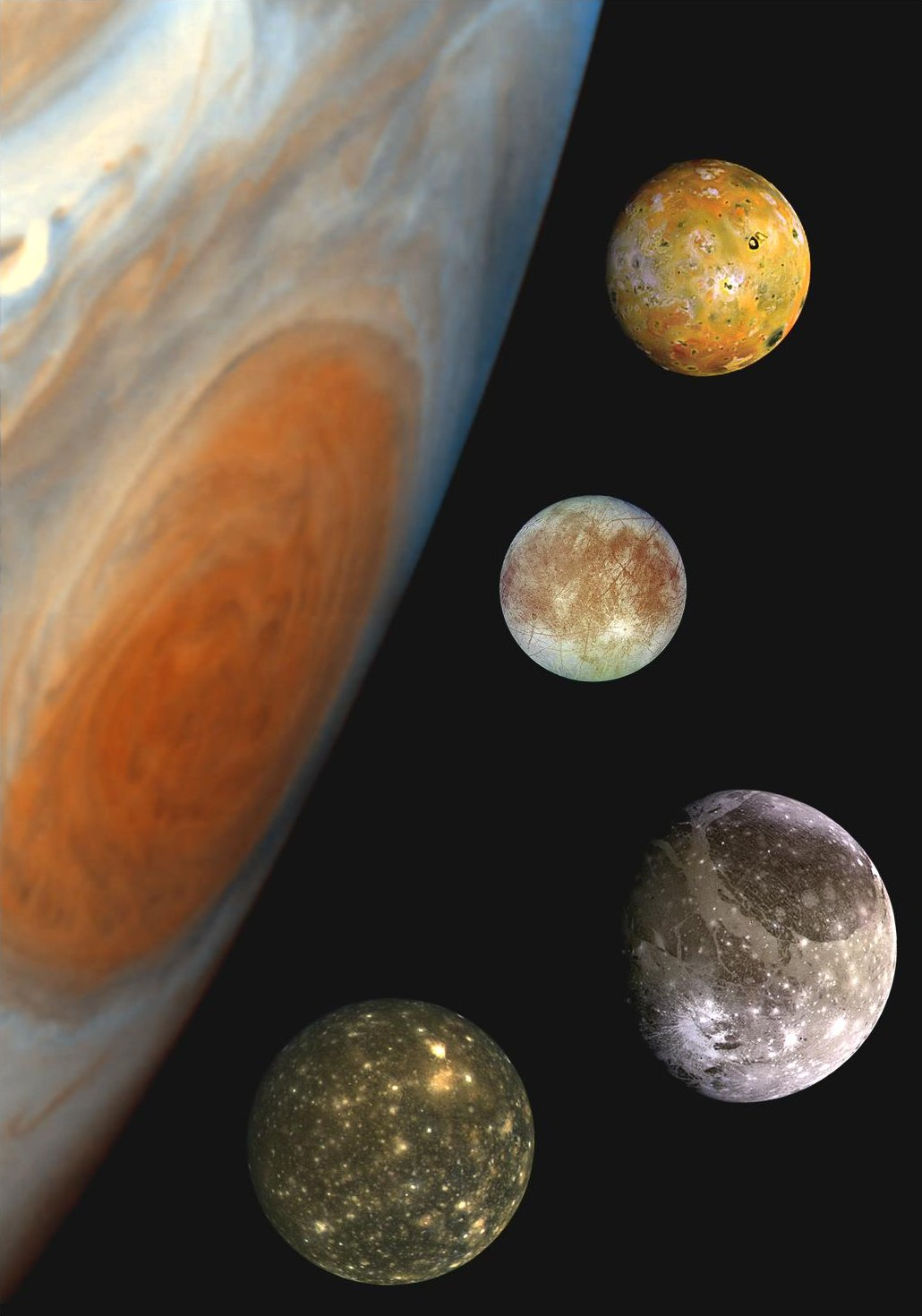
Галилеевы спутники. Сверху вниз: Ио, Европа, Ганимед и Каллисто

- Новое рождение наблюдательной астрономии: Галилео Галилей с помощью построенного им телескопа открыл четыре крупнейших спутника Юпитера - Ио, Европу, Ганимед и Каллисто. Открыл также фазы Венеры и  солнечные пятна. Свои открытия Галилей описал в сочинении «Звёздный вестник[англ.]» (лат. Sidereus Nuncius), изданном в Венеции в 1610 году.
- Томас Хэрриот независимо от Галилея открыл солнечные пятна.
- Никола-Клод Фабри де Пейреск открыл Туманность Ориона.

## Изобретения
- Галилео Галилей создал усовершенствованный телескоп.
- Марэн ле Буржуа[англ.] сконструировал самый совершенный вариант искрового ударного кремнёвого замка.
- В Нюрнберге была изобретена мишура.

## Родились
- Мария Куниц -  силезская женщина-астроном.
- Георг Маркграф, немецкий географ и ботаник. исследователь Бразилии (умер в 1644 году).